# Onosma graecum
Onosma graecum är en strävbladig växtart som beskrevs av Pierre Edmond Boissier. Onosma graecum ingår i släktet Onosma och familjen strävbladiga växter. Inga underarter finns listade i Catalogue of Life.